# 盧満
盧満（ノ・マン、朝鮮語: 노만、生没年不詳）は、朝鮮氏族の安東盧氏の始祖である。
父親は、中国唐の翰林学士を務めていた時に新羅に派遣された盧穂である。その盧穂の5男として生まれ、新羅時代に安東伯に封じられた。
盧満の子孫の盧祐は高麗時代に吏部尚書と平章事を務めた。